# Ignacio Sada Madero
Ignacio Sada Madero mexikói producer.

## Élete
Ignacio Sada Madero Mexikóban született. Karrierjét produkciós asszisztensként kezdte. 2001-ben elkészítette A betolakodó című telenovellát Gabriela Spanic és Arturo Peniche főszereplésével. 2007-ben elkészítette a Bajo las riendas del amort Adriana Fonseca és Gabriel Soto főszereplésével. 2012-ben a Menekülés a szerelembe című sorozatot készítette el.

## Telenovellái

### Mint vezető producer
- Sin tu mirada (2017)
- Mi adorable maldicion (2017)
- Simplemente María (2015)
- Por siempre mi amor (2013-2014)
- Menekülés a szerelembe (Un refugio para el amor) (2012)
- Bajo las riendas del amor (2007)
- A betolakodó (La intrusa) (2001)
- Mujer bonita (2001)

### Mint társproducer
- A csábítás földjén, Riválisok (Soy tu dueña) (első rész) (2010)
- Acapulco szépe (Alma rebelde) (1999)

### Mint termelési koordinátor
- Simplemente María (második rész) (1989)
- Carrusel (1989)

### Mint produkciós asszisztens
- Rosa salvaje (középső rész) (1987)